# Sauvez Willy (franchise)
 Pour plus de détails, voir Fiche technique et Distribution

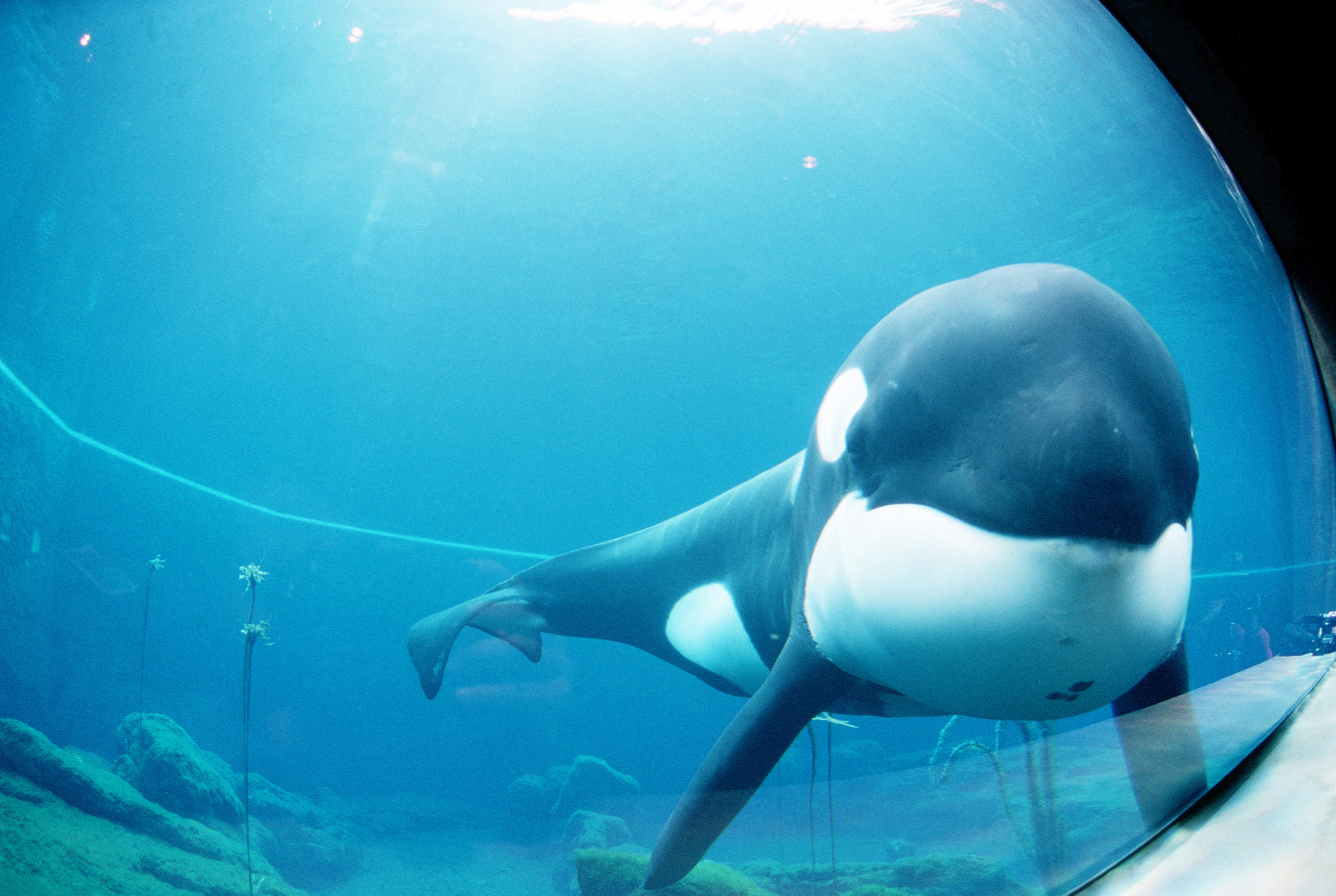
L'orque Keiko, ici en décembre 1998

Sauvez Willy ou Mon ami Willy au Québec (Free Willy) est une franchise issue d'une série de films américains. Si les deuxième et troisième films sont des suites du premier, le 4e n'a aucun lien avec le reste et est en quelque sorte un reboot. Le premier film connaitra également une adaptation en série télévisée d'animation.

## Synopsis

### Sauvez Willy
Willy est une orque mâle, capturée puis vendue à un delphinarium, le Northwest Adventure Park, pour y être dressée et exploitée. Jesse, préadolescent abandonné par sa mère, rebelle à l'autorité et fugueur, est arrêté pour vandalisme au cours d'une fugue et placé dans une famille d'accueil qui désire l'adopter. Il doit nettoyer ses graffitis au delphinarium et y fait la rencontre de Willy. Jesse parvient rapidement à se faire accepter de Willy, qui devient son meilleur ami. Jesse devient même dresseur mais l'animal ne coopère pas au spectacle qu'on attend de lui. Dès lors, le propriétaire du parc va tenter de s'en débarrasser.

### Sauvez Willy 2
Deux ans après avoir sauvé l'orque Willy, Jesse est maintenant un jeune adolescent qui va devoir une fois de plus défendre Willy, rendu à la liberté et à sa famille, contre la négligence des hommes et une marée noire. Jesse apprend également que sa mère est décédée et qu'il a un demi-frère, Elvis.

### Sauvez Willy 3
Jesse est maintenant devenu un adolescent, tandis que l'orque Willy a fondé sa propre bande et coule des jours heureux dans le Pacifique, le long de la côte nord-ouest américaine. Menacé par des chasseurs, Willy pourra une fois encore compter sur l'amitié de Jesse et l'aide de Max, le fils de l'un de ces chasseurs pour échapper aux dangers qui planent sur lui et sa bande.

### Sauvez Willy 4
Kirra Cooper se voit contre son gré obligée de quitter l'Australie pour rejoindre son grand-père en Afrique du Sud. Là-bas, elle découvre un bébé orque, échoué dans un lagon proche du parc d’attraction de son grand-père. Elle le nomme “Willy” et décide d’aider l'orque à retrouver son groupe. Cependant, un rival de son grand-père veut capturer l'animal pour en faire un spectacle très lucratif dans son parc concurrent.

## Fiche technique
|                            | Sauvez Willy (1993)              | Sauvez Willy 2 : La Nouvelle Aventure (1995) | Sauvez Willy 3 : La Poursuite (1997) | Sauvez Willy 4 : Le Repaire des pirates (2010) |
| -------------------------- | -------------------------------- | -------------------------------------------- | ------------------------------------ | ---------------------------------------------- |
| Titre québécois            | Mon ami Willy                    | Mon ami Willy 2 : La Grande Aventure         | Mon ami Willy 3 : Le Sauvetage       | Mon ami Willy : Cap sur la liberté             |
| Titre original             | Free Willy                       | Free Willy 2: The Adventure Home             | Free Willy 3: The Rescue             | Free Willy: Escape from Pirate's Cove          |
| Réalisateurs               | Simon Wincer                     | Dwight H. Little                             | Sam Pillsbury                        | Will Geiger                                    |
| Scénaristes                | Keith Walker                     | Karen Janszen                                |                                      | Will Geiger                                    |
| Scénaristes                | Corey Blechman                   | Corey Blechman                               |                                      | Cindy McCreery                                 |
| Scénaristes                | John Mattson                     |                                              |                                      |                                                |
| Monteurs                   | O. Nicholas Brown                | Robert Brown                                 | Margaret Goodspeed                   | Sabrina Plisco                                 |
| Monteurs                   | Dallas Puett                     |                                              |                                      |                                                |
| Producteur(s)              | Richard Donner (délégué)         | Richard Donner (délégué)                     | Richard Donner (délégué)             | Laura Lodin                                    |
| Producteur(s)              | Jennie Lew Tugend                | Jennie Lew Tugend                            | Jennie Lew Tugend                    | John Stainton                                  |
| Producteur(s)              | Lauren Shuler Donner             | Lauren Shuler Donner                         | Lauren Shuler Donner                 | David Wicht                                    |
| Producteur(s)              | Arnon Milchan                    | Arnon Milchan                                | Arnon Milchan                        | Chris Miller                                   |
| Producteur(s)              | Richard Solomon                  | Richard Solomon                              | Richard Solomon                      | Jörg Westerkamp                                |
| Musique                    | Basil Poledouris                 | Basil Poledouris                             | Cliff Eidelman                       | Enis Rotthoff                                  |
| Photographie               | Robbie Greenberg                 | László Kovács                                | Tobias A. Schliessler                | Robert Malpage                                 |
| Dates de sortie États-Unis | 16 juillet 1993                  | 19 juillet 1995                              | 8 août 1997                          | 23 mars 2010 (vidéo)                           |
| Dates de sortie France     | 9 février 1994                   | 18 octobre 1995                              | 17 décembre 1997                     | 23 juin 2010 (vidéo)                           |
| Durée                      | 112 minutes                      | 95 minutes                                   | 86 minutes                           | 97 minutes                                     |
| Genres                     | aventure, comédie dramatique     | aventure, comédie dramatique                 | aventure, comédie dramatique         | aventure, comédie dramatique                   |
| Pays d'origine             | États-Unis                       | États-Unis                                   | États-Unis                           | États-Unis                                     |
| Pays d'origine             | France                           |                                              |                                      |                                                |
| Sociétés de production     | Warner Bros.                     | Warner Bros.                                 | Warner Bros.                         | ApolloMovie Beteiligungs                       |
| Sociétés de production     | Canal+                           | Canal+                                       |                                      | Film Afrika Worldwide                          |
| Sociétés de production     | Regency Enterprises              |                                              |                                      |                                                |
| Sociétés de production     | Alcor Films                      |                                              |                                      |                                                |
| Sociétés de production     | Donner/Shuler-Donner Productions |                                              |                                      |                                                |
| Distribution               | Warner Bros.                     | Warner Bros.                                 | Warner Bros.                         | Warner Home Video                              |

## Distribution
| Personnages      | Films               | Films                                        | Films                                   | Films                                          |
| Personnages      | Sauvez Willy (1993) | Sauvez Willy 2 : La Nouvelle Aventure (1995) | Sauvez Willy 3 : La Poursuite (1997)    | Sauvez Willy 4 : Le Repaire des pirates (2010) |
| ---------------- | ------------------- | -------------------------------------------- | --------------------------------------- | ---------------------------------------------- |
| Jesse Greenwood  | Jason James Richter | Jason James Richter                          | Jason James Richter                     |                                                |
| Willy            | Keiko               | orque animatronique Keiko (non crédité)      | orque animatronique Keiko (non crédité) |                                                |
| Glen Greenwood   | Michael Madsen      | Michael Madsen                               |                                         |                                                |
| Annie Greenwood  | Jayne Atkinson      | Jayne Atkinson                               |                                         |                                                |
| Randolph Johnson | August Schellenberg | August Schellenberg                          | August Schellenberg                     |                                                |
| Rae Lindley      | Lori Petty          |                                              |                                         |                                                |
| Elvis Greenwood  |                     | Francis Capra                                |                                         |                                                |
| John Milner      |                     | Jon Tenney                                   |                                         |                                                |
| Dr. Kate Haley   |                     | Elizabeth Peña                               |                                         |                                                |
| Drew Halbert     |                     |                                              | Annie Corley                            |                                                |
| Max Wesley       |                     |                                              | Vincent Berry                           |                                                |
| John Wesley      |                     |                                              | Patrick Kilpatrick                      |                                                |
| Mary Wesley      |                     |                                              | Tasha Simms                             |                                                |
| Kirra            |                     |                                              |                                         | Bindi Irwin                                    |
| Gus              |                     |                                              |                                         | Beau Bridges                                   |

## Sortie et accueil

### Critique
| Films                                   | Rotten Tomatoes     | Metacritic          |
| --------------------------------------- | ------------------- | ------------------- |
| Sauvez Willy                            | 57 % (23 critiques) | 79 % (14 critiques) |
| Sauvez Willy 2                          | 36 % (14 critiques) | -                   |
| Sauvez Willy 3                          | 44 % (16 critiques) | -                   |
| Sauvez Willy 4 : Le Repaire des pirates | 33 % (3 critiques)  | -                   |

### Box-office
| Film                                           | Box-office Mondial  | Box-office - États-Unis - Canada | Box-office France   | Budget       |
| ---------------------------------------------- | ------------------- | -------------------------------- | ------------------- | ------------ |
| Sauvez Willy (1993)                            | 153 698 625 $       | 77 698 625 $                     | 1 282 968 entrées   | 20 000 000 $ |
| Sauvez Willy 2 (1995)                          | 68 000 000 $        | 30 077 111 $                     | 554 481 entrées     | 31 000 000 $ |
| Sauvez Willy 3 (1997)                          | n/a                 | 3 446 539 $                      | 142 907 entrées     | n/a          |
| Sauvez Willy 4 : Le Repaire des pirates (2010) | non sorti au cinéma | non sorti au cinéma              | non sorti au cinéma | n/a          |

## Série télévisée d'animation
En 1994, une série télévisée d'animation adaptée du premier film est diffusée sur ABC. On y retrouve Jesse, Willy, Randolph, Annie et Glenn Greenwood ainsi que des nouveaux personnages comme Einstein le dauphin et Lucille l'otarie. En France, la série est diffusée sur France 2.